# عهدشکنی: خیانت لیبرال‌ها از جنگ سرد تا جنگ علیه تروریسم
عهدشکنی: خیانت لیبرال‌ها از جنگ سرد تا جنگ علیه تروریسم (انگلیسی: Treason: Liberal Treachery from the Cold War to the War on Terrorism) یک کتاب در سال ۲۰۰۳، است. نویسنده این کتاب ان کولتر است و سه هفته پس از انتشار آن بیش از ۵۰۰٬۰۰۰ نسخه فروخته شد.

## مک‌کارتیسم
در این کتاب، کولتر استدلال می‌کند که سناتور جوزف مک‌کارتی، سناتور آمریکایی، توسط رسانه‌های ایالات متحده به نحوی ناعادلانه که گویا وی مردم را بدلائل سیاسی نگران می‌کند، معرفی شده‌است. کولتر ادعا می‌کند مک‌کارتی به درستی جاسوس خارجی کمونیستی در ایالات متحده را شناسایی کرده‌است.
کولتر در مصاحبه ای با دیوید بومن گفت که جوزف مک‌کارتی مرحوم، مردی است که او را تحسین می‌کند. کولتر ادعا می‌کند در «خیانت» که مک‌کارتی به درستی در رابطه با او سوءتفاهم شده و از او قدردانی و تشکر نشده‌است همچنین پروژه ونونا و سایر منابع با بیان و نشان دادن اینکه جاسوس‌های روسی در دولت ایالات متحده بودند، از وی حمایت و پشتیبانی کردند
کولتر در ادامه تلاش‌هایش برای تبرئه مک‌کارتی، چند ستون نوشته و به فیلم‌های جرج کلونی شب‌بخیر و موفق باشید در مورد خبرنگار تلویزیونی ادوارد مورو و مک‌کارتی، حمله کرد، او ادعا می‌کند مک‌کارتیسم به صورت نادرست و غیر دقیق به عنوان مخرب معرفی شده‌است.

## نقل قول‌های نویسنده
- تصویر سناتور جو مک‌کارتی به عنوان یک عوام فریب وقیح که باعث نابودی زندگی بیگناهان می‌شود، یک دروغ لیبرالها است. لیبرال‌ها در دوران مک‌کارتی در ترس زندگی نمی‌کردند، آن‌ها به‌طور سیستماتیک توانایی کشور در دفاع از خود را تضعیف می‌کردند و تلاش می‌کردند که با یک کمپین دروغین اسم مک‌کارتی را خراب و لکه دار کنند. هر چه گمان می‌کنید دربارهٔ مک‌کارتی می‌دانید یک دروغ محض است. لیبرالها مک‌کارتی را به دلیل ترس از بدام افتادن، محکوم می‌کردند و مثل حیوانات درنده به او حمله می‌کردند تا همکاری خودشان با رژیم را به عنوان یک نازی فاسد، بپوشانند.
- «مک‌کارتیسم» به معنی اشاره به مواضعی است که توسط لیبرال‌ها گرفته شده‌است، و نزد مردم آمریکا منفور است. همان‌طور که رئیس‌جمهور پیشین بوش گفت: «لیبرال‌ها دوست ندارند که من در مورد لیبرال‌ها صحبت کنم.» دلیل اینکه آن‌ها در مورد شب تاریک فاشیسم تحت مک‌کارتی داد و فریاد می‌کنند، این است که مانع از آن شوند که آمریکایی‌ها نفهمند که لیبرال‌ها همواره به کشور خود حمله می‌کنند.
- «لیبرال‌ها یک جایزه بی نظیر برای حمله به یک موضع، بنفع خیانت» دارند.